# Four Lovers
The Four Lovers byla americká rhythm and bluesová hudební skupina, založená v roce 1956. Skupina se rozpadla v roce 1960.